# Dendrophryniscus
Dendrophryniscus es un género de anfibios anuros de la familia de los bufónidos. Es endémico de la mata atlántica (Brasil).

## Especies
Se reconocen las siguientes 11 según ASW:
- Dendrophryniscus berthalutzae Izecksohn, 1994
- Dendrophryniscus brevipollicatus Jiménez de la Espada, 1870
- Dendrophryniscus carvalhoi Izecksohn, 1994
- Dendrophryniscus cuca Neves, Campos Lima, Koroiva, Nali & Santana, 2023.[2]
- Dendrophryniscus krausae Cruz & Fusinatto, 2008
- Dendrophryniscus leucomystax Izecksohn, 1968
- Dendrophryniscus oreites Recoder, Teixeira, Cassimiro, Camacho & Rodrigues, 2010
- Dendrophryniscus organensis Carvalho-e-Silva, Mongin, Izecksohn & Carvalho-e-Silva, 2010
- Dendrophryniscus proboscideus (Boulenger, 1882)
- Dendrophryniscus skuki Caramaschi, 2012
- Dendrophryniscus stawiarskyi Izecksohn, 1994

## Publicación original
- Jiménez de la Espada, 1870 : Faunae neotropicalis species quaedam nondum cognitae. Jornal de sciencias mathematicas, physicas e naturaes, Academia Real das Sciencas de Lisboa, vol. 3, pp. 57-65 (texto íntegro).